# Boury-en-Vexin
Boury-en-Vexin település Franciaországban, Oise megyében. Lakosainak száma 343 fő (2022. január 1.). Boury-en-Vexin Gisors, Courcelles-lès-Gisors, Guerny, Saint-Clair-sur-Epte, Parnes, Vaudancourt, Montjavoult, Lattainville és Dangu községekkel határos.

## Népesség
A település népességének változása:
| Lakosok száma | 340  | 338  | 347  | 341  | 342  | 343  | 343  | 343  | 343  |
|               | 2013 | 2015 | 2016 | 2017 | 2018 | 2019 | 2020 | 2021 | 2022 |